# Teresa Motos
Teresa Motos Izeta (* 29. Dezember 1963 in San Sebastian) ist eine ehemalige spanische Hockeyspielerin. Sie gewann 1992 die olympische Goldmedaille.

## Sportliche Karriere
Teresa Motos belegte mit der Spanischen Nationalmannschaft den elften Platz bei der Weltmeisterschaft 1986.
In der Vorrunde der Olympischen Spiele 1992 in Barcelona siegten die Spanierinnen zweimal und spielten gegen die Deutschen unentschieden. Im Halbfinale besiegten sie die Südkoreanerinnen nach Verlängerung. Im Finale gegen die Deutschen ging es ebenfalls in die Verlängerung. In der 83. Minute erzielte Elisabeth Maragall nicht aus einer Strafecke, sondern aus einer Spielsituation heraus den Siegtreffer zum 2:1. Teresa Motos war mit vier Treffern die erfolgreichste Torschützin ihrer Mannschaft. Vier Jahre später bei den Olympischen Spielen 1996 in Atlanta belegten die Spanierinnen den achten Platz. Motos war in jedem Spiel dabei, erzielte aber diesmal keinen Treffer.
Teresa Mortos spielte für Real Sociedad San Sebastián. Mit diesem Verein war sie 1986 und mehrfach in den 1990er Jahren spanische Meisterin.